# Гафнийорганические соединения
Гафнийорганические соединения — соединения, в которых атом гафния соединён непосредственно с атомом углерода органических функциональных групп.

## Строение
К гафнийорганическим соединениям относятся комплексы гафния, в которых лигандами являются 1, 2 или 4 циклопентадиенильных кольца, которые связаны с атомом гафния по типу π(η5) и/или σ(η1) связи. К таким соединениям относятся, в частности, [HfXn(η5—C5H5)4—n], n = 2, 3; [Hf(CO)2(η5—C5H5)2]; [Hf(η1—C5H5)2(η5—C5H5)2]. Этот класс соединений является наиболее исследованным.
К соединениям с σ-связью Hf—C принадлежат HfR4, где R — алкильный или арильный радикал. Существуют аллильные комплексы HfR4 и [HfR2C8H8], где R = аллил, металлил, кротил; C8H8 — циклооктатетраен, относящиеся к динамическим аллильным системам. Арильные комплексы [Hf(P(CH3))3(η6—Ar)] содержат атом гафния в нулевой степени окисления.

## Получение, свойства и применение
Синтез циклопентадиенильных комплексов гафния осуществляют реакцией галогенидов гафния с циклопентадиенильными производными щелочных металлов и таллия, а также последующим обменом лигандами при действии воды, кислот, оснований и хелатообразующих веществ:
{\displaystyle {\mathsf {HfCl_{4}+4Na[C_{5}H_{5}]\rightarrow [Hf(C_{5}H_{5})_{4}]+4NaCl}}}
{\displaystyle {\mathsf {[Hf(C_{5}H_{5})_{4}]{\xrightarrow[{}]{HX}}[HfX_{2}(C_{5}H_{5})_{2}],\ \ X=Hal,NO_{3},CCl_{3}COO,C_{6}H_{5}O}}}
{\displaystyle {\mathsf {[HfX_{2}(C_{5}H_{5})_{2}]{\xrightarrow[{}]{ChelH}}[HfChel_{2}(C_{5}H_{5})_{2}]}}}, Chel — остаток хелатообразующего лиганда (β-дикетон, 8-гидроксихинолин и др.)
Соединения HfR4 получают из хлорида гафния(IV) магнийорганических или литийорганических соединений:
{\displaystyle {\mathsf {HfCl_{4}+4CH(CH_{3})_{3}MgCl\rightarrow Hf(CH(CH)_{3})_{4}+4MgCl_{2}}}}
Такие соединения неустойчивы, быстро разлагаются при действии кислорода воздуха и паров воды. Были выделены только те соединения, которые содержат достаточно объёмные органические радикалы, например, —CH2C(CH3, —CH2C6H5, —CH2Si(CH3)3.
Аллильные комплексы гафния синтезируют из хлорида гафния(IV) и соответствующего реактива Гриньяра. Они ещё менее устойчивы термически, чем соединения с σ—связью Hf—C.
Арильные комплексы гафния получают соконденсацией паров гафния со смесью паров арена с триметилфосфином. Они стабильны при комнатной температуре, но быстро реагируют с кислородом воздуха и парами воды.
Гафнийорганические соединения используют в качестве катализаторов в реакции получения оксамида. Неустойчивые комплексы гафния могут быть применены для нанесения гафниевых покрытий.